# Ranunculus glabricaulis
Ranunculus glabricaulis är en ranunkelväxtart som först beskrevs av Hand.-mazz., och fick sitt nu gällande namn av L. Liou. Ranunculus glabricaulis ingår i släktet ranunkler, och familjen ranunkelväxter. Utöver nominatformen finns också underarten R. g. viridisepalus.